# Габријела Конеска Трајковска
Габријела Конеска Трајковска (Скопље, 29. мај 1971 — Скопље, 10. фебруар 2010) је била македонска политичарка. Била је заменик премијера Северне Македоније, задужена за евроинтеграције.
Габријела Коневска Трајковска је рођена 29. маја 1971. године у Скопљу. Дипломирала је право на Правном факултету у Скопљу при Универзитету Свети Ћирило и Методије (Св. Кирил и Методиј). Специјализована је у праву Европске уније, као и у међународном праву УН-а.
У владу је дошла са председничког места невладине организације за борбу против корупције „Транспарентност Македонија“.
Коневска је била предавач на Њујоршком Универзитету (Њујорк Универзитетот) у Скопљу у области права Европске уније, како и шеф међународне мисије у Букурешту, при Пакту за стабилност - Секретаријат за борбу против организованог криминала, како и директор Регионалног центра за борбу против организиованог криминал у Букурешту.
Габријела Коневска-Трајковска је добила више признања од: Стејт департмента (САД) за посебан и истакнут ангажман при формирању Регионалног центра за борбу против организованог криминала у Букурешту, од Тајне службе САД за резултате при сузбијању финансијског криминала, као и од Интерпола за имплементацију међународних правних норми при размени података и информација за сузбивјање органзованог криминала. Полиција Румуније јој је доделила диплому части. Габријела Коневска Трајковска је била удата и има једно дете.
Коневска-Трајковска је говорила енглески, француски и румунски језик, а служила се немачким и грчким језиком.